# 송송례
송송례(宋松禮, 1207년~1289년 1월 20일)은 고려의 무신이다. 본관은 여산(礪山)이다.
자세한 출사 경위는 알 수 없다.
장군(將軍)을 거쳐, 1270년(원종 11) 직문하성사(直門下省事)로서 어사중승(御史中丞) 홍문계(洪文系)와 함께 무신정권의 마지막 집권자 임유무(林惟茂)를 주살했다.
1272년(원종 13) 추밀원부사(樞密院副使)로서 한 차례, 이듬해 동지추밀원사(同知樞密院事)로 한 차례 원에 사신으로 다녀왔으며, 1274년(원종 15) 제1차 일본정벌에 참여했다.
이후 찬성사(贊成事)로 치사(致仕)했다가, 이후 중찬(中贊)으로 다시 치사했다.
시호는 정렬(貞烈)이다.